# CALL MY NAME (小比類巻かほるのアルバム)
「CALL MY NAME」（コール・マイ・ネーム）は、1985年11月21日に発売された小比類巻かほるの1枚目のオリジナル・アルバム。

## 概要
デビューシングル「Never Say Good-Bye」（TBSテレビ系土曜21時の大映ドラマ『ポニーテールはふり向かない』の主題歌)と、そのB面曲「潮風のラブ・コール」を収録。
日本語タイトルの曲には英語のサブタイトルが付けられている（「Never Say Good-Bye」は英語タイトルだが、この曲にもサブタイトルが付いている）。
1995年7月21日にはCD選書、2013年7月17日にはブルースペックCD2で再発売。

## 収録曲
全編曲：Joe Curiale（特記以外）
1. NEVER SAY GOOD-BYE (SABOTAGE)
作詞：小比類巻かほる　作曲：Joe Curiale・Bob Garrett　編曲：戸塚修
2. THE IVY
日本語詞：松井五郎　作詞・作曲：Richard Ash・Janis Tunnnel・Wyn Meyerson
3. 手のひらの恋人 (RIGHT HERE IN MY ARMS)
日本語詞：小比類巻かほる　作詞・作曲：Joe Curiale・Jeff Silbar
4. LOVER TO LOVER
日本語詞：松井五郎　作詞・作曲：Roy Freeland・Beppe Gantarelli
5. 潮風のラブ・コール (JUST AS I AM)
日本語詞：小比類巻かほる　作詞・作曲：Dick Wagner・Rob Hegel　編曲：渡辺博也「NEVER SAY GOOD-BYE」のカップリング曲。
6. ダンシング・ルーレット (I'M GOOD AT IT)
日本語詞：小比類巻かほる　作詞・作曲：Michael Lovesmith
7. HOLD ME
作詞：小比類巻かほる　作曲：竹澤好隆
8. KEEP YOUR HANDS OFF MY BABY
日本語詞：小比類巻かほる　作詞・作曲：Carole King・Gerry Goffin
9. ペーパー・ハート (PAPER HEART)
日本語詞：松井五郎　作詞・作曲：George Michael・Janis Tunnnel・Chip Halstead
10. ティーンエイジ・ドリーム (BLAME IT ON THE NIGHT)
日本語詞：小比類巻かほる　作詞・作曲：Joe Curiale・Bob Garrett
11. NEVER SAY GOOD-BYE (ORIGINAL SABOTAGE Ver.)
作詞：小比類巻かほる　作曲：Joe Curiale　編曲：戸塚修
2003/7/17リリースの再発時、配信版のみ収録。